# Codex Manesse
Codex Manesse, Manesse Codex, Große Heidelberger Liederhandschrift là một codex hay bản thảo viết tay toàn diện nhất trung đại trung kì Đức. Bản thảo được xuất bản ở Zürich bởi gia đình Manesse.

## Nội dung
Codex Manesse là một tuyển tập các tác phẩm của tổng cộng khoảng 135 Minnesingers từ giữa thế kỷ 12 giữa đến đầu thế kỷ 14. Đối với mỗi nhà thơ, một bức chân dung được thể hiện, tiếp theo là các văn bản tác phẩm của họ. Các mục được sắp xếp xấp xỉ bởi địa vị xã hội của các nhà thơ.

## Lịch sử
Việc biên soạn các codex được bảo trợ bởi các gia đình Manesse Zürich. Nhà Manesse suy yếu trong những năm cuối thế kỷ 14 và bán lâu đài của họ trong 1393. Số phận của codex trong thế kỷ 15 là không rõ, nhưng vào thập kỷ 1590 nam tước Johann Philipp của Hohensax đã sở hữu bản thảo.
Sau năm 1657 nó đã ở trong thư viện hoàng gia Pháp, mà từ đó nó được truyền cho Bibliothèque Nationale, nơi mà các bản thảo đã được nghiên cứu bởi Jacob Grimm năm 1815. Năm 1888, sau khi thương lượng lâu dài, nó đã được bán cho Bibliotheca Palatina của Heidelberg.